# Фридмен, Джеймс
Джеймс Фридмен (англ. James W. Friedman; 25 сентября 1936, Кливленд) — американский экономист.
Бакалавр (1959) Мичиганского университета, магистр (1960) и доктор философии (1963) Йельского университета. Работал в Йеле (1963—1968), Рочестерском (1968—1983) и Вирджинском университетах (1983—1985), университете Северной Каролины (с 1985 года; почетный профессор с 2001 года). Фелло Эконометрического общества с 1977 года. Почётный доктор университета Пантеон-Ассас (2004).
Основные произведения:
- «Олигополия и теория игр» (Oligopoly and the Theory of Games, 1977);
- «Теория олигополии» (Oligopoly Theory, 1983);
- «Теория игр с приложениями к экономической теории» (Game Theory with Application to Economics, 1986)